# لوبیچ گورنه
لوبیچ گورنه (به لاتین: Lubicz Górny) یک روستا در لهستان است که در گمینا لوبیچ واقع شده‌است. لوبیچ گورنه ۳٬۴۰۰ نفر جمعیت دارد.